# Badminton-Bundesliga 1998/99
Die Badminton-Bundesligasaison 1998/1999 bestand aus einer Vorrunde im Modus "Jeder-gegen-jeden" mit Hin- und Rückspiel und einer anschließenden Play-off-Runde. In der Play-off-Runde traten der 1. und der 4. sowie der 2. und der 3. in einem Hin- und Rückspiel gegeneinander an. Die Sieger der beiden Partien ermittelten den deutschen Meister, ebenfalls in einem Hin- und Rückspiel. Meister wurde der BC Eintracht Südring Berlin. Absteigen mussten die Bottroper BG (aus wirtschaftlichen und Personalgründen) und die SG Anspach.

## Tabelle nach der Vorrunde
| Platz | Mannschaft                  | Spiele | Spielpunkte | Punkte |
| ----- | --------------------------- | ------ | ----------- | ------ |
| 1.    | BC Eintracht Südring Berlin | 16     | 97:31       | 28:04  |
| 2.    | SV Fortuna Regensburg       | 16     | 75:53       | 20:12  |
| 3.    | FC Langenfeld               | 16     | 75:53       | 20:12  |
| 4.    | SC Bayer 05 Uerdingen       | 16     | 73:55       | 20:12  |
| 5.    | TuS Wiebelskirchen          | 16     | 63:65       | 19:13  |
| 6.    | PSV Grün-Weiß Wiesbaden     | 16     | 54:74       | 13:19  |
| 7.    | Bottroper BG                | 16     | 49:79       | 10:22  |
| 8.    | Berliner SC (N)             | 16     | 47:81       | 07:25  |
| 9.    | SG Anspach                  | 16     | 44:84       | 07:25  |

## Play-off-Runde

### Halbfinale
| Datum     | Gastgeber             | Gast                  | Ergebnis |
| --------- | --------------------- | --------------------- | -------- |
| 17.4.1999 | BC Eintracht Südring  | SC Bayer 05 Uerdingen | 5:3      |
| 18.4.1999 | SC Bayer 05 Uerdingen | BC Eintracht Südring  | 3:4      |
| 17.4.1999 | Fortuna Regensburg    | PSV GW Wiesbaden      | 3:5      |
| 18.4.1999 | Fortuna Regensburg    | FC Langenfeld         | 5:3      |

### Finale
| Datum | Gastgeber            | Gast                 | Ergebnis |
| ----- | -------------------- | -------------------- | -------- |
|       | Fortuna Regensburg   | BC Eintracht Südring | 3:5      |
|       | BC Eintracht Südring | Fortuna Regensburg   | 4:4      |

## Endstand
- 1. BC Eintracht Südring Berlin
(Rikard Magnusson, Daniel Eriksson, Mikael Rosén, Bram Fernardin, Kai Mitteldorf, Jens Olsson, Margit Borg, Catrine Bengtsson, Anja Weber)
- 2. SV Fortuna Regensburg
(Michael Helber, Björn Siegemund, Colin Haughton, Vladislav Druzhchenko, Chris Hunt, Steffan Pandya, Thomas Nirschl, Julia Suchan, Kelly Morgan, Nicol Pitro, Stefanie Müller)
- 3. FC Langenfeld
(Pullela Gopichand, Christian Mohr, Andreas Wölk, Mike Joppien, Björn Joppien, Wang Xu Yan, Karen Stechmann, Judith Meulendijks, Sandra Beißel)
- 3. SC Bayer 05 Uerdingen
(Kenneth Jonassen, Chris Bruil, Simon Archer, Stephan Kuhl, Thomas Berger, Volker Eiber, Heidi Eiber, Eline Bruil, Wiebke Schrempf, Nicole Grether)